# Sint-Marcuskerk (Marx)
De Sint-Marcuskerk in Marx is een van de oudste nog bestaande kerken in Oost-Friesland. Het granieten kerkgebouw stamt uit het einde van de twaalfde eeuw.